# Marusia Liubceva
Marusia Ivanova Liubceva (bulgară Маруся Иванова Любчева) este un om politic bulgar, membru al Parlamentului European în perioada 2007-2009 din partea Bulgariei.
1. 1 2  Strazha.bg
2. 1 2  Deputații în Parlamentul European
3. ↑  Strazha.bg, accesat în 10 ianuarie 2023